# New York Death Metal
New York Death Metal ist eine Spielart des Death Metal.

## Musik
Die Szene von New York gilt als Ursprungsort der extremsten Death-Metal-Bands. Der Stil ist der Vorläufer des sogenannten Slam Death Metal.
Im Wesentlichen besteht der New York Death Metal aus Death Metal mit Grindcore- und Hardcore-Punk-Einflüssen. Markant seien dabei heruntergestimmte und durch Palm Muting verfremdete „Slam-Riffs“, eine markantere Dynamik, insbesondere im Tempo, als das Genre-Äquivalent aus Florida. Auch ein Hang zu ins Groteske überspitzten Gore-Texten ist in diesem Substil besonders präsent.

## Geschichte
Die Wurzeln des New York Death Metal gehen auf die Entwicklung in Florida zurück, wo sich eine der ersten Death-Metal-Szenen entwickelte. Jedoch fühlten sich viele der New Yorker Bands von den heimischen Hardcore-Bands beeinflusst, und auch die in Großbritannien entstandene Musikrichtung Grindcore war für die New Yorker Bands von großer Bedeutung.
Als älteste Bands der New Yorker Szene gelten Cannibal Corpse und Immolation. Da Cannibal Corpse in den späten 1980er Jahren eine der ersten Death-Metal-Bands New Yorks (Buffalo, im US-Bundesstaat New York) war, entschlossen sie sich, nach Florida umzuziehen, da sich dort bereits eine Szene gebildet hatte. Ihr Musikstil änderte sich auch mit dem vierten Album The Bleeding in den typischen Florida-Death-Metal-Sound.
Das Bewusstsein für einen eigenen Stil bildete sich schon sehr früh heraus und spiegelt sich zum Beispiel in der Abkürzung „NYDM“, die von Mortician auf Veröffentlichungen benutzt wird, wider. Die Ausprägung eines abgegrenzten Substils im Death Metal wurde dabei durch innere und äußere Prozesse begünstigt. Während sich regionale Gruppen gegenseitig inspirierten und austauschten, fanden in der Rezeption Zuschreibungen von Stereotypen, die die Erwartungen der Hörerschaft prägten, statt. Bezeichnungen wie New York Death Metal „waren medial vermittelte Botschaften, die anzeigten, dass eine bestimmte Gruppe von Menschen an einem bestimmten Ort eine bestimmte Musik produzierte und konsumierte.“ Von diesen Zuschreibungen profitierten Teile der Szene.
Bands wie Suffocation, Dying Fetus, Skinless, Mortician und Incantation führten den Stil fort und gestalteten ihn aus. Diese Bands spielten extremen Death Metal, der auch als Brutal Death Metal bezeichnet wird. Durch die zunehmende Verbreitung und weltweite gegenseitige Beeinflussung löste sich die Bedeutung zunehmend auf.

## Einige bekannte Bands
- Dehumanized
- Immolation
- Internal Bleeding
- Morpheus Descends
- Mortal Decay
- Mortician
- Pyrexia
- Suffocation
- Skinless
- Waking the Cadaver